# Krzyczew I
Krzyczew I (biał. Крычаў І; ros. Кричев I) – węzłowa stacja kolejowa w miejscowości Krzyczew, w rejonie krzyczewskim, w obwodzie mohylewskim, na Białorusi.
Węzeł linii Osipowicze – Mohylew – Krzyczew oraz Orsza – Krzyczew – Uniecza. Dawniej z Krzyczewa biegła również linia do Rosławia.